# Gladys Casely-Hayford
Pour les articles homonymes, voir Casely-Hayford.
Gladys Casely-Hayford alias Aquah LaLuah, née le 11 mai 1904 à Axim, en Côte-de-l'Or, une colonie britannique, et morte en octobre 1950 à Freetown, au Sierra Leone, est une femme de lettres sierra-léonaise, fille d'Adelaide Casely-Hayford.

## Biographie
Enfant, elle répond au nom de Aquah LaLuah. Grande lectrice, elle s'intéresse également è la danse, au chant et écrit de la poésie à un âge précoce. En raison de son éducation, elle parle couramment l'anglais, le créole et le fanti (la langue de son père). 
Elle fait ses études primaires et secondaires au Ghana (alors la colonie britannique de la Côte-de-l'Or). Elle étudie ensuite au Collège de Penrhos, à Colwyn Bay, au Pays de Galles. Elle abandonne toutefois ses études lorsqu'elle accepte d'être danseuse pour un groupe de jazz berlinois, ce qui lui permet de voyager en Europe. Elle quitte ses amis musiciens en 1932. 
De retour en Afrique, elle fonde une école professionnelle pour filles où elle enseigne la littérature et le folklore africains.
Épouse d'Arthur Hunter, elle continue de donner des conférences où elle défend la thèse antiraciste, peu acceptée à l'époque, que les Africains ne sont en rien inférieurs aux autres races. Son discours sur l'égalité raciale apparaît également dans ses poèmes qui sont admirés à l'étranger, notamment par les écrivains et artistes regroupés au sein du mouvement afro-américain de la Renaissance de Harlem. Plusieurs de ses poèmes développent aussi des thèses sur la liberté et la fierté des femmes, illustrés par des évocations autobiographiques nettement perceptibles. Quelques-uns de ses premiers poèmes ont été publiés dans The Atlantic Monthly et dans The Philadelphia Tribune.
Elle demeure la pionnière de la littérature en krio.

## Œuvres
- Take'um so (1948), recueil de poésie